# The Night Manager
The Night Manager è una serie televisiva britannica la cui prima stagione, divisa in sei parti e diretta da Susanne Bier, è tratta dal romanzo Il direttore di notte di John le Carré, pubblicato nel 1993. La serie è stata scritta da David Farr ed è interpretata da Tom Hiddleston, Hugh Laurie, Olivia Colman, David Harewood, Tom Hollander e Elizabeth Debicki. È stata trasmessa nel Regno Unito da BBC One dal 21 febbraio 2016. Negli Stati Uniti è stata trasmessa da AMC dal 19 aprile 2016.
In Italia la serie è andata in onda dal 20 aprile al 18 maggio 2016 sul canale satellitare Sky Atlantic, mentre in chiaro è stata trasmessa a partire dal 16 settembre 2017 su Rai 3.
Nell'aprile 2024, a distanza di otto anni dalla prima messa in onda, la serie è stata rinnovata per una seconda e una terza stagione, co-prodotte da BBC e Amazon Prime Video, nuovamente con Tom Hiddleston nel ruolo del protagonista.

## Trama
Jonathan Pine è un ex soldato dell'esercito britannico che s’è rifatto una vita lavorando come direttore d'albergo di notte. Mentre lavora in un albergo del Cairo s’innamora, ricambiato, d’una delle ospiti che però è uccisa alcuni giorni dopo dal figlio d’un potente politico; quest'ultimo è legato al traffico d’armi gestito dall'insospettabile magnate Richard Roper. Prima dell'uccisione della donna conosciuta al Cairo, Pine era stato avvertito in segreto da Angela Burr, un'agente dei servizi segreti, del ruolo di Roper. Diversi anni dopo, mentre Pine lavora in un albergo svizzero, Roper vi arriva con la famiglia e il suo entourage. Pine così decide di ricontattare Burr per incastrare Roper. A questo scopo egli cerca d’infiltrarsi nel mercato nero delle armi per avvicinare Roper e tenta quindi di sostituirsi al colonnello Corkoran, prestanome di Roper. A complicare ulteriormente le cose c’è l'attrazione tra Pine e Jed, la compagna di Roper.

## Episodi
La serie è stata rinnovata per una seconda e una terza stagione.
| Stagione       | Episodi | Prima TV UK | Prima TV Italia |
| -------------- | ------- | ----------- | --------------- |
| Prima stagione | 6       | 2016        | 2016            |

## Produzione
Le riprese della prima stagione hanno avuto luogo in Svizzera, Regno Unito, Marocco, Spagna, Egitto e Turchia e sono durate complessivamente 75 giorni.
Nell'aprile 2024, la serie è stata rinnovata per una seconda e una terza stagione, co-prodotte da BBC e Amazon Prime Video.

## Distribuzione
I primi due episodi della prima stagione di The Night Manager sono stati presentati in anteprima alla 66ª edizione del Festival internazionale del cinema di Berlino. La prima stagione è stata trasmessa nel Regno Unito su BBC One e negli Stati Uniti d'America su AMC. In Italia è stata trasmessa da Sky Atlantic dal 20 aprile al 18 maggio 2016.

## Accoglienza e riconoscimenti
La serie ha ricevuto ampi consensi dalla critica internazionale. È stata candidata a trentasei premi, vincendone undici. Tra i numerosi riconoscimenti ci sono due Emmy Awards (per Bier e il compositore Victor Reyes) e tre Golden Globes (per Tom Hiddleston, Olivia Colman e Hugh Laurie)